# V458 Геркулеса
V458 Геркулеса (лат. V458 Herculis) — одиночная переменная звезда в созвездии Геркулеса на расстоянии приблизительно 13280 световых лет (около 4072 парсек) от Солнца. Видимая звёздная величина звезды — от +13,8m до +13,2m. Возраст звезды определён как около 21 млн лет.
Открыта Куно Хофмейстером в 1943 году*.

## Характеристики
V458 Геркулеса — жёлто-белая пульсирующая переменная звезда типа RR Лиры (RRC) спектрального класса F. Радиус — около 5,71 солнечного, светимость — около 45,394 солнечной. Эффективная температура — около 6688 K.